# Breste Cove
Die Breste Cove (englisch; bulgarisch залив Бресте saliw Breste) ist eine 850 m lange und 700 m breite Bucht an der Ostküste von Tower Island im Palmer-Archipel westlich der Antarktischen Halbinsel. Sie liegt nördlich des Castillo Point und südlich des Kap Dumoutier.
Deutsche und britische Wissenschaftler kartierten sie 1996 gemeinsam. Die bulgarische Kommission für Antarktische Geographische Namen benannte sie 2010 nach der Ortschaft Breste im Norden Bulgariens.